# Sternaspis laevis
Sternaspis laevis är en ringmaskart som beskrevs av Maurice Caullery 1944. Sternaspis laevis ingår i släktet Sternaspis och familjen Sternaspidae. Utöver nominatformen finns också underarten S. l. minor.